# Медаевка (приток Мокши)
Медаевка (Мадаевка) — река в России, протекает по Мокшанскому району Пензенской области. Устье реки находится в 586 км от устья Мокши по правому берегу. Длина реки составляет 14 км.
Исток реки у деревни Кругловка близ границы с Мордовией в 33 км к северо-западу от посёлка Мокшан. Река течёт на юг, протекает село Алексеевка и деревни Наумовщина, Соловьёвка, Медаевка. Приток — ручей Весёлый (левый). Впадает в Мокшу напротив села Чернозёрье.

## Данные водного реестра
По данным государственного водного реестра России относится к Окскому бассейновому округу, водохозяйственный участок реки — Мокша от истока до водомерного поста города Темников, речной подбассейн реки — Мокша. Речной бассейн реки — Ока.
Код объекта в государственном водном реестре — 09010200112110000026837.